# História da Antártida
Como não há povos nativos da Antártida, a história da Antártida é a história da sua exploração. É muito provável que os primeiros a visitá-la tenham sido os povos vizinhos ao continente: os povos Aush da Terra do Fogo, por exemplo, falam sobre o "país do gelo" e um chefe maori de nome Ui-Te-Rangiora teria atingido a região em 650 d.C.. No entanto, esses povos não deixaram vestígios de sua presença. 

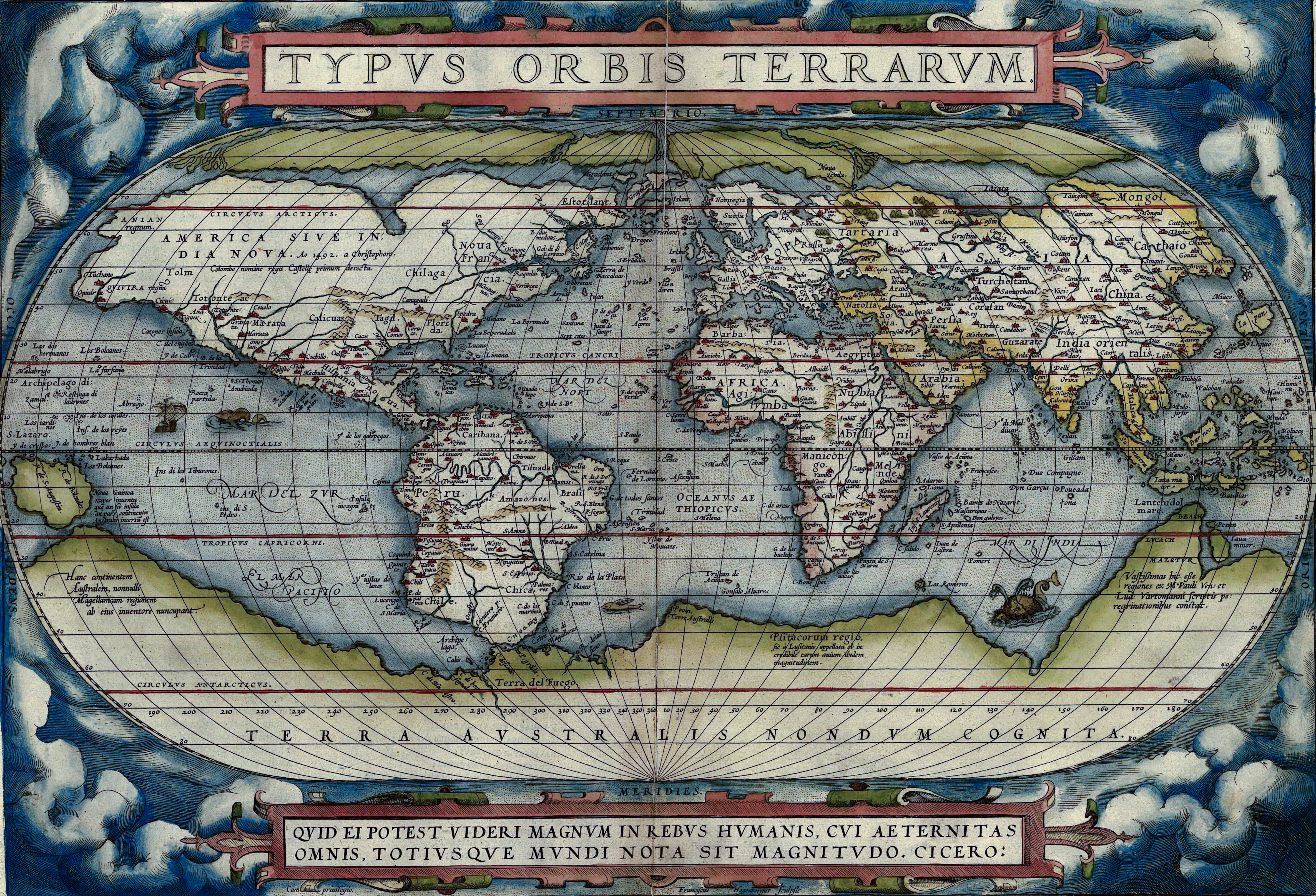
Terra Australis Incognita.

A crença na existência da Terra Australis — um vasto continente localizado ao sul com a finalidade de balancear o peso da Europa, Ásia e África — foi proposta por Ptolemeu e Aristóteles na Grécia Antiga. Por isso, a inclusão nos mapas de uma grande massa de terra ao sul era comum em mapas do século XVI. Mesmo no final do século XVII, com o conhecimento de que a América do Sul e a Austrália não faziam parte da Antártida, os geógrafos acreditavam que o continente fosse muito maior do que é na verdade. A situação permaneceu assim até a expedição de James Cook.
Até o final do século XIX, no entanto, a Antártida não havia sido estudada de forma exaustiva e a ocupação humana limitava-se às ilhas subantárticas. Com os dois Congressos Internacionais de Geografia, realizados no final do século, a situação começou a mudar e diversos governos europeus, além dos Estados Unidos, patrocinaram exploradores. Sobressaem-se a disputa entre Roald Amundsen e Robert Falcon Scott pela conquista do Polo Sul e a posterior tentativa de Ernest Henry Shackleton de atravessar o continente. Recentemente, após o Tratado da Antártida, 27 países mantêm bases científicas e mais cientistas realizaram expedições.

## Primeiras expedições
As primeiras viagens documentadas às águas antárticas aconteceram no século XVI. Américo Vespúcio relatou o registo visual de terras na altura dos 52ºS. Expedições sucessivas aproximaram-se da região até o Capitão James Cook, que dirigiu-se para a Polinésia por ocasião de um eclipse, e as tripulações do Resolution e do Adventure cruzarem o Círculo Polar Antártico três vezes entre 1772 e 1775 desfazendo o mito da Terra Australis sem, no entanto, avistá-la devido ao gelo e névoa.
A ocupação humana propriamente dita começa na primeira metade do século XIX, quando navios baleeiros chegavam à região das Ilhas Sanduíche do Sul e acontecem algumas explorações esporádicas por parte de navegadores europeus e dos Estados Unidos. Em 1819 um navio inglês, o Williams, desviou-se de sua rota e foi levado às Ilhas Shetland do Sul, e de lá fretado em uma viagem mais para sul sob o comando de Edward Bransfield que acabou por aportar em 30 de janeiro de 1820 na Terra de Graham. Três anos antes, o capitão russo Fabian Gottlieb Thaddeus von Bellingshausen havia descoberto a costa e nomeou-lhe Terra de Alexandre I e Nathaniel Palmer, um caçador de focas de Stonington, Connecticut, teria explorado a região.

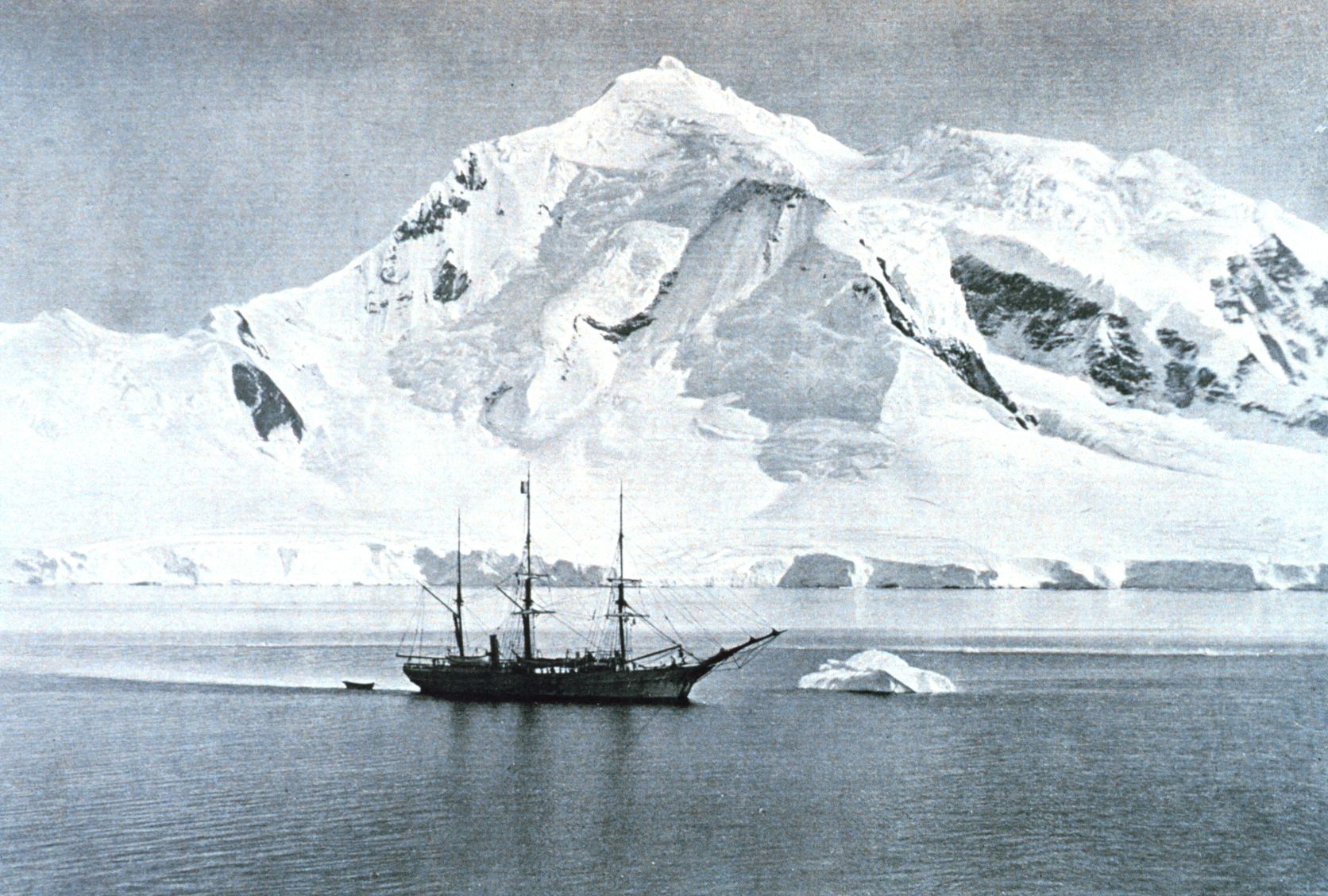
O Belgica, navio de Adrien de Gerlache

Em 1822, o inglês James Weddell descobriria o mar que leva seu nome.  Entre o fim da década de 1830 e a de 1840 três expedições — a francesa de Jules Dumont d'Urville, a dos Estados Unidos de Charles Wilkes e a inglesa de James Clark Ross — percorreram a costa a fim de determinar se a Antártida era realmente um continente ou um conjunto de ilhas unidas pelo gelo. O francês Dumont D'Urville descobriu entre outros lugares, a Terra de Adélia e a Ilha Joinville. Depois do Polo Norte Magnético ser localizado em 1831, exploradores e cientistas começaram a busca pelo Polo Sul Magnético. Partindo da Tasmânia, James Clark Ross, seguiu uma rota inédita até então e descobriu o mar que leva seu nome retornando em 1843. Nessa mesma expedição descobriu e batizou também a Terra Victoria do Sul e os montes Érebo e Terror, nomeados em homenagem aos seus dois navios.
Passaram-se vários anos até que o VI Congresso Internacional de Geografia realizado em 1895 lançasse um apelo pela exploração das regiões antárticas devido aos benefícios científicos que poderiam advir daí. A este chamado, em 1897, respondeu o Barão Adrien de Gerlache que no comando do Bélgica deixou a Antuérpia com destino à Antártida. A tripulação multinacional incluía um zoólogo romeno (Emile Racovitza), um geólogo polonês (Henryk Arctowski), um navegador e astrônomo belga (George Lecointe), vários noruegueses, incluindo Roald Amundsen, e um médico americano, Frederick Cook. Em 1898, eles se tornaram os primeiros homens a passar o inverno na Antártida, quando seu navio ficou preso pelo gelo. Ficaram impedidos de prosseguir em 28 de fevereiro de 1898 e só manobraram para fora do gelo em 14 de março de 1899. Durante sua permanência forçada, vários homens perderam sua sanidade, não só por causa da noite do inverno antártico e do sofrimento suportado, mas também por causa dos problemas de comunicação entre as diferentes nacionalidades.

## Expedições nacionais

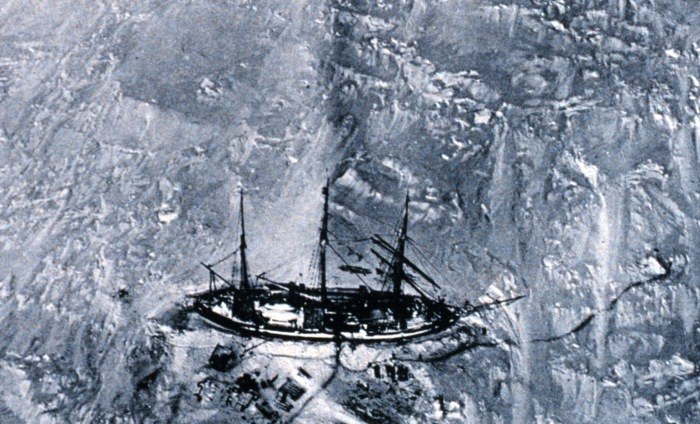
O Gauss atravessa o gelo durante a Expedição Antártica Alemã.

Devido ao pouco sucesso alcançado, o VII Congresso Internacional de Geografia realizado em 1899 fez um segundo chamado ao qual responderam diversos países, Alemanha, Inglaterra, França e Suécia.
A Alemanha organizou uma incursão entre 1901 e 1903 comandada por Erich von Drygalski. A Inglaterra, uma entre 1901 e 1904 liderada por Robert Falcon Scott, para a realização de estudos oceanográficos, geológicos, meteorológicos e biológicos, além de pretender chegar ao Polo Sul, e entre seus homens estava Ernest Shackleton. Entre outros fatores, por ter Shackleton contraído escorbuto a meta não foi alcançada, restando 850 km e apesar de todos os seus pedidos em contrário, Shackleton foi enviado de volta, o que gerou sua posterior disputa com Scott.
O britânico William Speirs Bruce intentou obter o apoio da coroa para a realização de mais uma expedição oficial, mas este lhe foi negado. Com isso, William recorreu ao nacionalismo escocês e entre 1902 e 1904 realizou-se a Expedição Nacional Antártica Escocesa. Um francês que havia organizado uma viagem de exploração do Ártico resolveu direcioná-la para o sul. Com o apoio do governo, realizou em 1904 uma expedição às Ilhas Shetland do Sul, a "Expedição Antártica Francesa".
Ainda respondendo ao Congresso Internacional de Geografia, a Suécia organizou sua própria campanha que, partindo da Terra do Fogo e de Ushuaia, exploraria a Península Antártica em 1895 e 1897.  Com o sucesso dessa missão o capitão, Otto Nordenskjöld, sugeriu que se prosseguisse com a exploração do litoral, o que lhe foi negado. Resolveu, por isso, organizar uma expedição com recursos próprios que por pouco não terminou em desastre quando o navio ficou preso no gelo e o grupo dividiu-se. Foram resgatados em setembro de 1903 após passarem o inverno a duras penas em abrigos de pedra e com escassez de alimentos.

## Corrida ao Polo Sul
Ao ser enviado de volta por Scott, Shackleton começou a organizar seu plano para a conquista do Polo Sul. Partiu da Nova Zelândia para o Mar de Ross no início de 1908. Em 20 de outubro deu início a sua viagem. No entanto, os trenós puxados por pôneis mostraram-se ineficientes, pois os animais suavam e as temperaturas polares os matavam por hipotermia. Assim, os próprios homens tiveram que carregar os trenós. Os mantimentos planejados para durar 91 dias tornaram-se escassos e a 175 km da meta, Shackleton decidiu retornar em 1909. A notícia de seus esforços fez com que fosse tratado como herói e, inclusive, sagrado cavaleiro.

### Amundsen e Scott

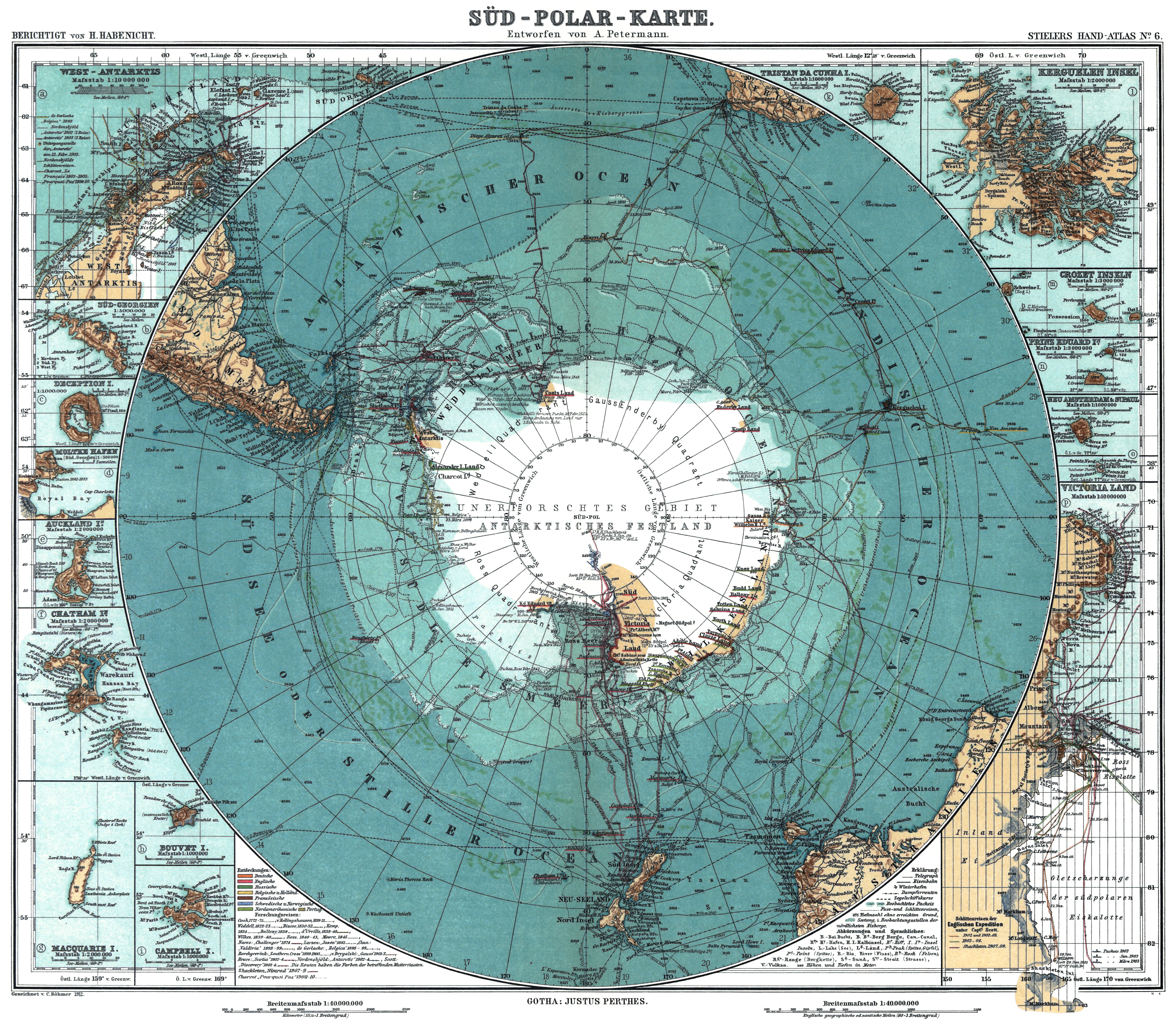
Mapa de 1912.

Depois da expedição no Bélgica e de outra ao Ártico a bordo do "Gjea", quando de forma pioneira, cruzou a 'passagem noroeste", Amundsen resolveu rumar para o Polo Norte, mas com a conquista deste em 1909, mudou seus planos em direção ao Sul. Simultaneamente, a notícia da expedição de Shackleton fez Scott querer garantir para o Império britânico a glória da conquista e para si a prova de sua superioridade sobre o primeiro. Os dois estabeleceram-se na Plataforma de Ross a 800 km um do outro.
Amundsen partiu em 20 de outubro de 1911 duas semanas após a partida de Scott. O primeiro grupo levava trenós puxados por cães esquimós da Groenlândia e pretendia, a partir da Baía das Baleias, no extremo leste da Barreira de Ross, desbravar um caminho desconhecido até o Polo Sul. Scott, com a mesma meta porém com planos pouco definidos e outro nível de organização (maior, mais cara e menos planejada) pretendia, com um misto de Pôneis da Manchúria e menor quantidade de cães, seguir a mesma rota de Shackleton (desde o estreito Mac Murdo extremo oeste da barreira de Ross (rota aproximadamente 800 km maior) via geleira Beardmore), que havia em 1909 chegado a aproximadamente a 150 km do pólo. Devido a diferença de velocidade entre os meios de transporte (os cães eram obviamente mais rápidos) teve logo que se dividir ao chegar a um ponto de maior altitude. Logo, com a perda dos pôneis e devido a pequena quantidade de cães e da falta de capacidade de conduzi-los, passou a depender da tração humana para os trenós.
Em 14 de dezembro de 1911, o norueguês Roald Amundsen conquistou o Polo Sul, colocando os pés no local mais meridional da Terra. Com as crescentes dificuldades, Scott dividiu novamente o grupo, seguindo com quatro homens: Edward Adrian Wilson, Henry Robertson Bowers, Lawrence Oates e Edgar Evans. Chegaram ao Pólo em 17 de janeiro e encontraram a bandeira norueguesa. No caminho de volta, exaustos, pela fome e frio, dois homens ficaram pelo caminho e Scott seguiu com os dois restantes, morrendo todos estes a 13 quilômetros de um depósito de provisões.

## Travessia do continente

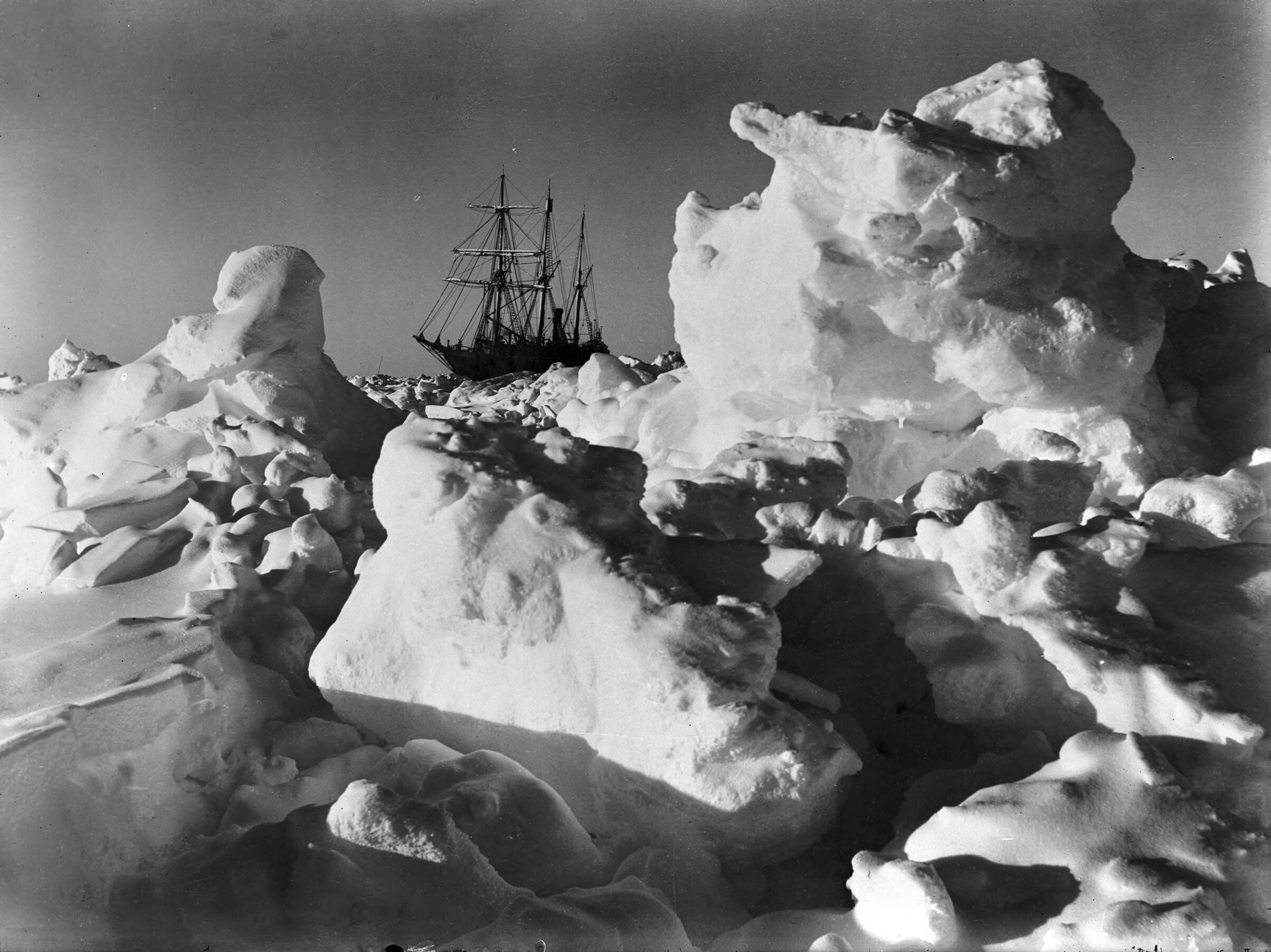
Endurance, navio de Ernest Shackleton preso no gelo.

Após a conquista do Polo Sul, restava ainda uma outra façanha a ser realizada: atravessar o continente de costa a costa. Shackleton assumiu para si esse desafio.
A "Expedição Imperial Transantártica" de 1914 estava organizada em duas frentes: a primeira sairia da Geórgia do Sul com direção ao Mar de Weddell a bordo do Endurance em 5 de dezembro de 1914, e a segunda da Nova Zelândia com direção do Mar de Ross no navio Aurora. No entanto, o Endurance ficou preso no gelo e Shackleton decidiu esperar a chegada da primavera, só que o navio foi arrastado pelo gelo. Shackleton pensava chegar à Ilha Cerro Nevado, mas percebeu que seria impossível, pois o gelo já os havia arrastado até a Península Antártica e acabou por afundar o navio em 21 de novembro de 1915, pouco depois de descarregarem alguns botes e mantimentos. O capitão decidiu então rumar com cinco homens para as Ilhas Clarence ou Ilha Elefante em busca de ajuda, chegando depois de três dias remando sem água ou comida quente.
Dali, achando que a ajuda poderia demorar, rumou para a Geórgia do Sul, onde pediu socorro em uma estação baleeira e conseguiu um navio com o qual pôde resgatar seus homens que havia deixado sob o comando de Frank Wild, seu auxiliar, em 30 de agosto de 1916. Os homens no Aurora também tinham tido dificuldades e o navio havia retornado para a Nova Zelândia para reparos.

Ainda assim, organizou uma nova jornada que sairia da Geórgia do Sul para estudar o Oceano Antártico, mas morreu no dia seguinte de sua chegada na ilha. 

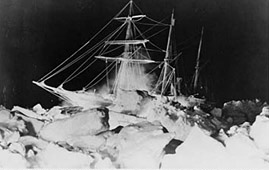
Fotografia noturna do Endurance durante a Expedição Imperial Transantártica.

## História recente
O Contra-Almirante da marinha dos Estados Unidos Richard Evelyn Byrd liderou cinco expedições para a Antártida durante as décadas de 1930, 1940, e 1950. Ele sobrevoou o Polo Sul com o piloto Bernt Balchen em 28 e 29 de novembro de 1929, para igualar seu sobrevoo do Polo Norte em 1926. As explorações de Byrd tinham a ciência como finalidade e ele iniciou o uso de aeronaves no continente, apesar de o primeiro voo transcontinental ter sido realizado por Lincoln Ellsworth. Suas expedições estabeleceram o cenário das modernas exploração e pesquisa da Antártida.
Até 31 de outubro de 1956 ninguém voltaria a pisar o Polo Sul; nesse dia o contra-almirante George Dufek e outros pousaram com sucesso uma aeronave R4D Skytrain (Douglas DC-3).
Durante o Ano Geofísico Internacional de 1957 um grande número de expedições foram montadas. O alpinista neozelandês Edmund Hillary liderou uma expedição usando tratores preparados para a travessia polar, alcançando o polo perto do fim do ano de 1957, a primeira expedição desde Scott a atingir o Polo Sul por terra. Hillary estava colocando depósitos de suprimentos para a expedição transantártica britânica, mas "desviou-se" para o Pólo porque a viagem ia bem. Então em 1958, o explorador britânico Vivian Fuchs conseguiu realizar com sucesso a expedição pretendida por Shackleton em 99 dias na "Expedição Transantártica do Commonwealth".
O Tratado da Antártida foi assinado em 1 de Dezembro de 1959 e entrou em vigor em 23 de junho de 1961 e atualmente muitos países mantêm bases de pesquisa permanente.
Um bebê, chamado Emilio Marcos de Palma, nascido próximo à baía Hope em 7 de janeiro de 1978, se tornou o primeiro nascido no continente, e também o nascimento mais ao sul da história. Sua mãe foi enviada pelo governo da Argentina para que este fosse o primeiro país com crianças nascidas lá.
Em 28 de novembro de 1979, um DC-10 da Air New Zealand, em uma viagem turística, chocou-se com o Monte Érebo, na Ilha de Ross, matando todas as 257 pessoas a bordo. O acidente pôs um fim permanente às linhas aéreas operando voos comerciais para o continente, devido aos riscos compreendidos e a localização remota dos serviços de busca e resgate.
No final do século, numerosas expedições foram realizadas, com um renovado interesse pelo continente sul. Começando em 17 de julho de 1989 e tendo fim em 24 de fevereiro de 1990 realizou-se a Expedição Transantártica formada por exploradores dos Estados Unidos, Japão, França, Inglaterra, China e Rússia, cruzando os Montes Transantárticos e o continente na direção de sua maior extensão e procurando alertar os governos e as sociedades para os danos ambientais na região. Na "Antartikten Transversale" o italiano Reinhold Messner e o alemão Arved Fuchs realizaram a rota de Shackleton com os métodos de Scott e Laurence de la Terrière foi uma francesa que cruzou sozinha a planície antártica.